# Lijst van voetbalinterlands Guam - Syrië
Deze lijst van voetbalinterlands is een overzicht van alle officiële voetbalwedstrijden tussen de nationale teams van Guam en Syrië. De landen hebben tot nu toe twee keer tegen elkaar gespeeld. De eerste ontmoeting, een kwalificatiewedstrijd voor het Wereldkampioenschap voetbal 2022, vond plaats in Dubai (Verenigde Arabische Emiraten) op 15 oktober 2019. Het laatste duel, de returnwedstrijd in dezelfde kwalificatiereeks, werd gespeeld op 7 juni 2021 in Sharjah (Verenigde Arabische Emiraten).

## Wedstrijden
| № | Plaats  | Datum           | Competitie           | Wedstrijd    | Uitslag |
| - | ------- | --------------- | -------------------- | ------------ | ------- |
| 1 | Dubai   | 15 oktober 2019 | WK 2022 kwalificatie | Syrië − Guam | 4 − 0   |
| 2 | Sharjah | 7 juni 2021     | WK 2022 kwalificatie | Guam − Syrië | 0 − 3   |

## Samenvatting
| Competitie      | Totaal gespeeld | Winst Guam | Gelijk | Winst Syrië | Doelsaldo Guam – Syrië |
| --------------- | --------------- | ---------- | ------ | ----------- | ---------------------- |
| WK-kwalificatie | 2               | 0          | 0      | 2           | 0 − 7                  |
| Totaal          | 2               | 0          | 0      | 2           | 0 − 7                  |

GFA ·
Bondscoaches ·
Topscorers · 
Guamees vrouwenvoetbalelftal ·
Guam U21
Amerikaans-Samoa ·
Aruba ·
Australië ·
Bangladesh ·
Bhutan ·
Cambodja ·
China ·
Filipijnen ·
Hongkong ·
India ·
Iran ·
Laos ·
Macau ·
Malediven ·
Mongolië ·
Myanmar ·
Nieuw-Caledonië ·
Noord-Korea ·
Oman ·
Pakistan ·
Palestina ·
Salomonseilanden ·
Singapore ·
Sri Lanka ·
Syrië ·
Tadzjikistan ·
Taiwan ·
Turkmenistan ·
Vanuatu ·
Vietnam ·
Zuid-Korea
SFA · A-internationals · Syrisch vrouwenelftal
1940 - 1949 · 
1950 - 1959 · 
1960 - 1969 · 
1970 - 1979 · 
1980 - 1989 · 
1990 - 1999 · 
2000 – 2009 · 
2010 – 2019 ·
2020 − 2029
Afghanistan ·
Algerije ·
Australië ·
Bahrein ·
Bangladesh ·
Cambodja ·
China ·
Cyprus ·
Egypte ·
Filipijnen ·
Griekenland ·
Guam ·
Haïti ·
Hongkong ·
India ·
Indonesië ·
Irak ·
Iran ·
Japan ·
Jemen ·
Jordanië ·
Kazachstan ·
Kirgizië ·
Koeweit ·
Laos ·
Libanon ·
Libië ·
Malediven ·
Maleisië ·
Marokko ·
Mauritanië ·
Mauritius ·
Myanmar ·
Nepal ·
Noord-Korea ·
Oezbekistan ·
Oman ·
Pakistan ·
Palestina ·
Qatar ·
Rusland ·
San Marino ·
Saoedi-Arabië ·
Singapore ·
Soedan ·
Sovjet-Unie ·
Sri Lanka ·
Tadzjikistan ·
Taiwan ·
Thailand ·
Tunesië ·
Turkije ·
Turkmenistan ·
Venezuela ·
Verenigde Arabische Emiraten ·
Vietnam ·
Wit-Rusland ·
Zuid-Jemen ·
Zuid-Korea ·
Zweden